# Pierre Laroze
Pierre Laroze est un homme politique français né le 26 mai 1861 à Libourne (Gironde) et décédé le 7 février 1943 à Paris.

## Biographie
Fils de Léon Laroze, député de la Gironde, il est auditeur au Conseil d’État de 1887 à 1893.
Député de la Gironde de 1893 à 1902, inscrit au groupe des Républicains progressistes, il reprend sa carrière administrative après sa défaite en 1902. Il devient maitre des requêtes en 1912. Secrétaire général du Crédit foncier en 1910, il est sous-gouverneur en 1914 puis gouverneur jusqu'en 1928. Il termine sa carrière comme président du conseil d'administration de la Compagnie du Métropolitain de Paris.

### Sources
- « Pierre Laroze », dans le Dictionnaire des parlementaires français (1889-1940), sous la direction de Jean Jolly, PUF, 1960 [détail de l’édition]